# PSR B1913+16
PSR B1913+16 (также обозначается как J1915+1606) — пульсар, представляющий собой двойную звёздную систему, состоящую из примерно одинаковых по массе звёзд, около 1,4 M⊙.
Обнаружен Расселом Халсом и Джозефом Тейлором в 1974 году при проведении наблюдений на радиотелескопе обсерватории Аресибо; они были удостоены Нобелевской премии по физике в 1993 году с формулировкой «за открытие нового типа пульсаров, давшее новые возможности в изучении гравитации».

Вращение звёзд происходит по вытянутым эллиптическим орбитам (эксцентриситет около 0,617), вокруг общего центра масс (период обращения 7,75 часа, минимальное сближение в системе в периастре 1,1 R⊙, максимальное удаление в апоастре 4,8 R⊙.
Одна из звёзд системы — нейтронная, её период вращения около 17 оборотов в секунду (исходя из измеренного периода импульса излучения 59,03 мс). При этом средняя скорость движения по орбите около 200 км/с.
Орбитальный период обращения сокращается на 76±0,3 мкс за год (или на 2,402⋅10−12 секунды за секунду). Эта величина с точностью до 0,2 % согласуется с решениями уравнений общей теории относительности (ОТО), описывающих потерю энергии звёздной пары, обусловленную гравитационным излучением. ОТО предсказывает уменьшение орбитального периода на 75,8 микросекунд в год. Столкновение этих звёзд случится примерно через 300 млн лет.

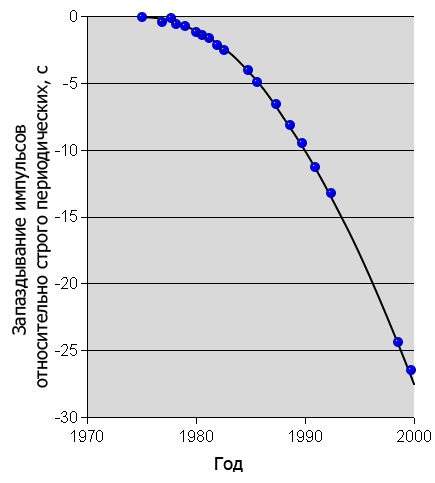
Экспериментально измеренное уменьшение периода обращения пульсара PSR B1913+16 (синие точки) с высокой точностью соответствует предсказаниям ОТО по гравитационному излучению (чёрная кривая).

Ещё одним общерелятивистским эффектом, влияющим на движение пульсара, является так называемая геодезическая прецессия, то есть поворот момента импульса вращающегося тела при параллельном переносе в искривлённом пространстве-времени. Влияние геодезической прецессии в данном случае приводит к повороту оси вращения пульсара с периодом около 300 лет. В связи с этим отмечалось, что пучок излучения, возможно, перестанет «задевать» Землю около 2025 года, и пульсар станет для нас невидимым в радиодиапазоне.
Кроме того, в этой системе был измерен релятивистский поворот периастра, аналогичный (но в 36 000 раз более сильный) известному эффекту поворота перигелия Меркурия. Скорость поворота периастра составляет 4,22663 градуса в год, в полном согласии с ОТО. Были измерены также замедление хода времени на движущемся теле (эффект специальной теории относительности) и гравитационное красное смещение в поле тяготения (следствие общерелятивистского принципа эквивалентности).
Объект является одним из кандидатов для обнаружения излучаемых им гравитационных волн.

## Изображения

Схема движения звёзд в PSR B1913+16

Гал.долгота 49,9676° 

Гал.широта +2.1219° 

Расстояние 21 000 св. лет